# Бансиньи
Бансиньи́ (фр. Bancigny) — коммуна во Франции, находится в регионе Пикардия. Департамент коммуны — Эна. Входит в состав кантона Вервен. Округ коммуны — Вервен.
Код INSEE коммуны — 02044.

## Население
Население коммуны на 2010 год составляло 28 человек.
| 1962 | 1968 | 1975 | 1982 | 1990 | 1999 | 2010 |
| ---- | ---- | ---- | ---- | ---- | ---- | ---- |
| 71   | 69   | 59   | 49   | 39   | 32   | 28   |

## Экономика
В 2010 году среди 19 человек трудоспособного возраста (15—64 лет) 13 были экономически активными, 6 — неактивными (показатель активности — 68,4 %, в 1999 году было 70,0 %). Из 13 активных жителей работали 10 человек (7 мужчин и 3 женщины), безработных было 3 (0 мужчин и 3 женщины). Среди 6 неактивных 0 человек были учениками или студентами, 4 — пенсионерами, 2 были неактивными по другим причинам.